# チャン・ヨンシル 〜朝鮮伝説の科学者〜
『チャン・ヨンシル 〜朝鮮伝説の科学者〜』（原題：「蔣英實 장영실」）は、2016年1月2日から3月26日まで韓国KBSで放送されたテレビドラマである。「KBS大河ドラマ」2016年時点における最後の作品。

## 概要
この作品は朝鮮時代初期の科学者・蔣英実の生涯を描き、慶尚道東萊（現・釜山広域市東萊区）の帰化した中国人家系の庶子として生まれ、類いまれな才能に恵まれ、朝鮮第4代王・世宗に認められ賎民から科学者になった男の物語。主演は『朱蒙』のソン・イルグクで本作でテレビドラマ復帰となった。

## キャスト
- チャン・ヨンシル（蔣英実）：ソン・イルグク[2]
- 世宗：キム・サンギョン
- ソヒョン王女：パク・ソニョン
- 太宗：キム・ヨンチョル
- チャン・ヒジェ：イ・ジフン

## スタッフ
- 演出：キム・ヨンジュ
- 脚本：イ・ミョンヒ